# 八百長
八百長（やおちょう）とは、勝負事（主に囲碁・将棋やトランプなど賭け事）や相撲などの競技において、前もって勝敗を打ち合わせておき、表面だけ真剣に勝負を争うように見せかけること。 転じて、なれあいで事を運ぶこと。
スポーツにおいては、その規則上の用語として「敗退行為」（はいたいこうい）という表現が用いられることがある。

## 概説
選手、審判およびその家族や関係者を脅し（または人質を取り）、わざと敗退を強要する場合もあれば、選手に金品などの利益を供与し、便宜を図って行われる場合もある。
勝負事においては競技の如何を問わず、常にブックメーカーや暗黒街の暴力団、マフィアの主導による非合法の賭博が絡むなどの現実的側面が付きまとっているため、公営ギャンブル対象競技はもちろん、公営ギャンブル対象ではない他の競技でも組織の内部規定によって永久追放・出場停止・降格など厳しく処分される。
なお、複数の選手が同時に参加する個人競技において、同じチームメイトが複数人参加している場合はチーム側の意向で参加選手の前後位置を入れ替える例（モータースポーツのチームオーダー）や、自身の好記録を目標とせずに仲間の走行を容易にするためにペース作りや風除けなどでサポートする例（自転車ロードレース競技のアシスト・陸上競技のペースメーカー・競馬のラビット）がある。これらの行為は個人競技において「個人の上位進出を目指さず、故意に敗退すること」を前提としているため、スポーツマンシップに反するとしてかつてはタブー視されたり明文ルールで禁止された事例もあるが、現在は日本競馬のラビットを除き容認ないし黙認されている。
日本においては公営競技（競馬・競輪・競艇・オートレース）やJリーグなど、「合法的な賭博」の対象となる競技は競馬法第32条の2〜第32条の4・自転車競技法第60条〜第63条・小型自動車競走法第65条〜第68条・モーターボート競走法第72条〜第75条・スポーツ振興投票実施法第37条〜第40条で選手などに対し八百長などの不正行為に対する刑事罰が規定されている。
また賄賂でなくても選手が金銭的利益のために競走について他人に得させるために全力を出さない状況にしないため、競馬法第29条・自転車競技法第10条・小型自動車競走法第14条・モーターボート競走法第10条・スポーツ振興投票実施法第10条で選手などが投票券を購入や譲り受けをすることについて刑事罰が規定されている。また競技場への選手による通信機器の持ち込みを禁止し、違反者は長期間の出場停止や選手資格の剥奪など処罰の対象になる。
さらに競馬では競馬法第31条で自己が財産上の利益を得なくても、「一時的に馬の競走能力を減ずる薬品などを使用した者」や「（競走について他人に得させるため）競走において馬の全能力を発揮させなかった騎手」に対する刑事罰が規定されている。陸上競技のペースメーカーに類似した競馬のラビットは、刑事罰を規定した競馬法第31条の条文「他人に得させるため競走において馬の全能力を発揮させなかった騎手」に解釈次第によっては該当する可能性がある。
公営競技とJリーグを除く勝負事の八百長を刑事罰に規定する直接の法律はない が、闇社会による賭博が絡む場合、賭博罪や詐欺罪の対象となる可能性がある。また懸賞金がからむ勝負事での八百長については懸賞金を出す者に対する詐欺罪、勝負事を業務とすることができれば偽計業務妨害罪の適用可能性がある。
八百長に伴う金銭の授受があった場合は、課税上の問題として現金を受け取った側に贈与税や雑所得としての所得税の課税対象になる可能性があるが、小額の場合は資産蓄積や対価性認定の問題もある。

## 由来
八百長は明治時代の八百屋の店主「長兵衛（ちょうべえ）」に由来するといわれる。八百屋の長兵衛は通称を「八百長（やおちょう）」といい、大相撲の年寄・伊勢ノ海五太夫と囲碁仲間であった。囲碁の実力は長兵衛が優っていたが、『八百屋の商品を買ってもらう商売上の打算』、『勝負の時間を調整する』などの理由で、互角の勝負になるよう手加減して機嫌を取っていたとされる。
しかし、その後、回向院近くの碁会所開きの来賓として招かれていた本因坊秀元と互角の勝負をしたため、周囲に長兵衛の本当の実力が知られるようになった。長兵衛が伊勢ノ海五太夫に行っていたのは相手には秘密の接待碁であったが、その後は真剣に争っているようにみせながら、事前に示し合わせた通りに勝負をつけることを八百長と呼ぶようになった。
2002年に発刊された日本相撲協会監修の『相撲大事典』の八百長の項目では、おおむね上記の通りで書かれているが、異説として長兵衛は囲碁ではなく花相撲に参加して親戚一同の前でわざと勝たせてもらった事を挙げているが、どちらも伝承で真偽は不明としており、「呑込八百長」とも言われたと記述されている。
1901年10月4日付の読売新聞では、「八百長」とは、もと八百屋で水茶屋「島屋」を営んでいた斎藤長吉のことであるとしている。

## 隠語
大相撲の隠語で、八百長は「注射」と呼ばれ、逆の真剣勝負は「ガチンコ」と呼ばれる。
対戦者の一方のみ敗退行為 を行う場合は「片八百長」「片八百」「半八百長」と呼ばれることがある。

## 主な事件・疑惑

### 関係者が処分された例

#### 日本
- 山岡事件（競馬）[† 4]。
- 黒い霧事件（日本野球機構、オートレース）[† 5]。
- 新潟事件（競馬）
- 大相撲八百長問題（大相撲、日本相撲協会）
- 最高位戦八百長疑惑事件（麻雀）[6]
- 西川昌希による八百長行為（競艇、順位不正操作）
- 鈴鹿ポイントゲッターズの八百長未遂（日本フットボールリーグ、クラブ幹部による敗退行為指示[7][8]）

#### 日本国外
- ブラックソックス事件（メジャーリーグ）
- エスケープ事件（競馬）
- 2011年発覚イギリス競馬八百長事件（競馬）
- 黒鷹事件（台湾プロ野球）
- 黒米事件（台湾プロ野球）
- 2009年欧州サッカー八百長疑惑事件（2009 European football betting scandal）
- Kリーグ八百長事件
- ギリシャにおけるプロサッカースキャンダル
- Vリーグ八百長事件
- NBA八百長事件（プロバスケットボール、審判による八百長）
- 男子プロテニス八百長事件[† 6][9][10]
- セリエBの2010-11シーズンにおける八百長（イタリア）[11]
- オリンピック・マルセイユの八百長スキャンダル（フランス）
- 2012年韓国プロ野球八百長事件
- クラッシュゲート（F1世界選手権2008年シンガポールグランプリ）
- 韓国プロバスケットボール八百長事件
- 2016年韓国プロ野球八百長事件
- 2019年テニス選手八百長事件[12]

### 後日になって八百長を持ちかけられていたと告白した例
- 1973年10月20日中日対阪神戦（セ・リーグペナントレース）[† 7][13][14]。
- 1987年世界卓球選手権女子シングルス準決勝 何智麗対管建華戦（何智麗事件）[15][16]
- 2006 FIFAワールドカップ一次リーグ　チェコ対ガーナ戦[17]

## 大相撲
前提として日本相撲協会は、八百長の概念を認めておらず、2011年の大相撲八百長問題においても「故意による無気力相撲」という表現を用いるにとどまっている。故意による無気力相撲の定義は「怪我や病気をしたままで場所に出ること」としている（週刊現代との訴訟における、当時の北の湖理事長の発言による）。

### 主な疑惑
1958年1月場所14日目：鏡里 - 千代の山
鏡里はこの場所「10番勝てなければ引退」と発言したが、13日目に6敗となり、10勝を挙げることは不可能となった。鏡里は翌日の千代の山戦に勝ち、勝ち越しを決め、千秋楽も勝って9勝6敗とした（結局引退した。）。しかし、鏡里は千代の山にもろ差しになられながらも寄り切りで勝ったが、千代の山が有利な体勢なのに負けたのは「八百長ではないか」という疑惑が生じた。
1963年9月場所千秋楽：大鵬 - 柏戸
ともに全勝の横綱同士の対戦。前場所まで4場所連続休場だった柏戸が勝って優勝を決めたが、場所後石原慎太郎が9月26日付の日刊スポーツ紙上に手記を寄せこの一番を八百長として糾弾。協会の告訴にまで発展したがのちに和解。
1970年1月場所千秋楽：北の富士-玉乃島
ともに優勝と横綱昇進をかけた大関同士の対戦。前場所優勝しこの場所も1敗で優勝争いの先頭を行く北の富士はすでに横綱昇進決定的と報じられたが、2敗で追う玉乃島は本割で勝たないと「話にならない」。本割では玉乃島が一方的な相撲で北の富士を吊り出したが、優勝決定戦では北の富士が立ち合いで右上手を素早くとると一気に寄り立て、こらえた玉乃島を外掛けで下した。場所後の横綱審議委員会で2人の横綱推薦が決まったが、委員長の舟橋聖一がこの取組を念頭に「疑惑を招くような相撲を絶滅して欲しい」と協会に強く申し入れた。
1971年7月場所11日目：大麒麟-琴櫻
全勝の玉の海を1敗で追う好調の大麒麟に対し、この場所角番の琴櫻はここまで5勝5敗。大関同士の対戦はあっけない相撲で琴櫻が勝ったが、取組後に「八百長ではないか」とファンから非難が集中し、翌日記者クラブからの質問に協会理事長の武蔵川（元幕内・出羽ノ花）は「ファンの疑惑を招いたことは申訳ない」と遺憾の意を表明し、武蔵川の意向を受けた審判部は緊急審判部会を開き、両力士に対し「今後このようなことがないよう」厳重に警告した。
1972年の相撲競技監察委員会発足後
1971年12月4日に協会は臨時理事会を開き、「無気力相撲」を防止するための対策のひとつとして「故意による無気力相撲懲罰規定」を制定し、1972年1月場所より施行することとした。規定に基づき設置された相撲競技監察委員会は、無気力相撲がなかったか確認するとされているが、実際に無気力相撲を認定した例は極めて少ない。
1980年-1999年、週刊ポストによる八百長報道（角界浄化キャンペーン）
1980年、元十両四季の花範雄によって現役時代に金銭の絡む八百長の仲介者として働かされたことが暴露された。この証言に対して賛同するように、元前頭禊鳳英二、元十両八竜信定、元幕下谷ノ海太一が八百長を証言した。その後、元立行司木村庄之助 (26代)、元序二段大ノ花、元序二段戸山、元三段目富士昇（元大関北天佑の弟）が八百長を証言した。
1988年、元横綱双羽黒光司の元付け人上山進によって現役時代に金銭の絡む八百長の仲介者として働かされたことが暴露された。
1996年、元関脇高鐵山孝之進によって現役時代における金銭の絡む八百長が暴露された。
1996年、元小結板井圭介の元付け人（匿名）によって現役時代に金銭の絡む八百長の仲介者として働かされたことが暴露された。
1997年、当時の現役横綱曙太郎の元付け人高見旺によって現役時代に八百長の仲介者として働かされたことが暴露された。
1999年、「千代大海の大関昇進の裏に九重親方の八百長工作があった」と報じられ、「引退のかかった若乃花に琴錦が800万円で持ち掛けたが断られた」と報じられた。
1988年3月場所-11月場所：千代の富士貢の53連勝による八百長疑惑
板井圭介と師匠である当時の大鳴戸親方がそのうち約6割を八百長であると告発。「実力があってガチンコで戦っても勝ち目が無いと相手に思わせられたからこそ、相手の力士も礼金が貰える八百長に応じたということ」「ガチンコで唯一かなわないと思ったのは大将（千代の富士）だけ」であるとした（詳細は千代の富士貢参照）。
1988年、文藝春秋による八百長報道
相撲ライターの三宅充が『文藝春秋』1988年10月号で「数字が暴く大相撲千秋楽」と題して、力士Aが「ここ2年のうち、6回、7勝7敗で千秋楽を迎えているが、6回ともすべて勝ち、勝ち越しを決めた。勝った取組は全部が全部ではないにしても、八百長ではないか」という趣旨の記事を書いた。三宅によれば「勝つ確率を五割（2分の1）として、6回すべて勝つ確率は、2分の1の6乗で、64分の1、率にして1.56%、64分の63、98.44%起こり得ない”奇跡”を力士Aは起こした」ということになる。
1995年11月場所千秋楽の八百長疑惑
11月場所は実の兄弟である横綱・貴乃花と大関・若乃花が他の力士に星2つの差をつけ千秋楽へ突入。優勝決定戦で若貴対決が観られるのではないかと思われた。本割において両者ともに敗れたため史上初の兄弟力士での優勝決定戦になった。前場所まで4連覇中だった横綱・貴乃花が四つに組んだ後これといった攻めもなく下手ひねりに敗れる。この取り組みは社会的な注目を集めたが、弟である貴乃花に対しては、八百長とはいわないまでもやはり勝負に徹しきれない心理もあったのではないかという見方は当時から強かったため問題視されることはなかった。しかし、貴乃花が引退後にこれをふりかえって「やりにくかった」と発言、八百長を認めたとの誤解を招いて問題化した。この後、一部報道では決定戦の前夜、両者の師匠であり実父である二子山親方が宿舎の貴乃花の自室を訪ね、「光司、明日は分かっているだろうな」と、暗に優勝を譲ることを求めたとされた。また本割で若乃花が敗れたため、貴乃花-武蔵丸戦を前に二子山親方が再度「分かっているだろうな」と念を入れ、兄弟対決をアシストさせたとも報じた。横綱に昇進し、順調に優勝を重ねる貴乃花に対し、初優勝から2年半以上遠ざかっていた兄である若乃花に実父である二子山が特別な感情を持っていたであろうということは、多くの関係者が証言している。これが兄弟不仲の始まりとなった説も存在する。
2000年1月21日、日本外国特派員協会での講演：板井圭介
元小結・板井圭介が現役時代の八百長を認め、八百長にかかわった横綱・曙太郎以下20名の力士の実名を公表した。協会は板井に謝罪を求める書面を送付したが、最終的に「板井発言に信憑性はなく、八百長は存在しない。しかし板井氏を告訴もしない」という形でこの問題を決着させた。
2005年-2007年、朝青龍明徳の連続優勝に関して
2007年1月発売の『週刊現代』「横綱・朝青龍の八百長を告発する」という記事において、朝青龍が白星を80万円で買っていたのではないかという疑惑が浮上。15回の優勝のうち、実に11回分の優勝は朝青龍が金で買ったものだとした。この報道に対し朝青龍は疑惑を完全否定。日本相撲協会は、八百長にかかわったとされる力士全員に事情聴取をしたが、全員が否定した。2007年2月8日に相撲協会は、週刊現代発行元の講談社と記事のライターである武田頼政に対して民事訴訟を起こした。ただし、旭天鵬勝の付き人旭天山武が東西の支度部屋を行き来し談笑するなど、周囲から公正性を疑われるような行為が協会にあったこともまた事実である。
同年5月に『週刊現代』は、2006年名古屋場所の千秋楽で、綱取りのかかった大関白鵬翔の師匠（当時）である宮城野が、朝青龍から300万円で星を買ったという旨の証拠音声を入手したと報道、同誌のウェブサイトでその音声の前半部を公開している。これに対し、宮城野は事実無根と否定した。日本相撲協会は、7月9日、『週刊現代』の発行元である講談社や武田らを刑事告訴したと発表。
2011年2月、大相撲八百長問題
2010年に発生した大相撲野球賭博問題における捜査で、警視庁は力士の携帯電話の電子メールを調べていたが、10数人の力士が八百長をうかがわせるメールのやり取りをしていたことが判明。警視庁が文部科学省に説明したところでは、取組の結果はメールのやり取り通りになったとされている。2日に会見が開かれ、力士などの関係者を対象に調査すると発表、過去の疑惑については全面否定している。
2017年11月-12月、日馬富士の貴ノ岩に対する暴行障害事件の背景を巡るモンゴル人力士同士の馴れ合い問題
2017年10月25日に発生した貴ノ岩（貴乃花部屋力士）に対する横綱日馬富士の暴行障害事件を巡って、その背景に横綱白鵬をはじめとするモンゴル人力士の一部による八百長疑惑や、この疑義に関連する形で白鵬と貴乃花親方との確執が週刊新潮などで話題となった。元相撲協会外部委員で漫画家のやくみつるは、この事件を巡る背景の問題に関連して八百長が疑われる勝負に触れつつ、千秋楽の取組で日馬富士と白鵬のどちらかが負ければ稀勢の里との優勝決定戦になるという局面では、優勝争いをしている側が勝ち、決定戦を回避するという傾向が見られたことに言及し、「それが“あうんの呼吸”によるものか、そうでないかは分からないが、白鵬と日馬富士の間でそうした『収斂』がなされることはいくらでもあったのではないか」と推察している。

### 諸事情
2017年現在でいう意味での、「個人による八百長疑惑」が取りざたされるようになったきっかけは大鵬と柏戸の一戦の疑惑が取りざたされたころからである。
シカゴ大学の経済学者スティーヴン・レヴィットは、著書『ヤバい経済学』で、大相撲の過去の取組結果を元に調査を行った結果を次のように報告している。レヴィットが、1989年1月から2000年1月までの、本場所の上位力士281人による32,000番の取組から、千秋楽の時点で7勝7敗の力士と8勝6敗の力士の過去の対戦成績を抽出したところ、7勝7敗の力士の8勝6敗の力士に対する勝率は48.7%であったが、これが千秋楽の対戦になると79.6%に上昇していた。
さらに、その両者が次の場所で勝ち越しに関係がない対戦をした場合、前回7勝7敗の力士の勝率は40%に下がり、その次の試合では勝率約50%と、平均値に戻った。また、日本のマスコミが八百長疑惑について報じた直後の千秋楽では、7勝7敗の力士の8勝6敗の力士に対する勝率は50%前後に戻るという結果を得た。
こうした結果を元に、レヴィットは「勝ち越しが掛かっている場合に星のやり取りが行われ、次の場所で借りを返している」「八百長疑惑が報じられた直後は、力士たちは八百長を控えている」と述べ、「八百長がないとはとてもいえない」と結論している。
2011年の大相撲八百長問題では、疑惑が浮上した力士は主に十両力士だった。十両と幕下以下との待遇格差の大きさや、公傷制度の廃止などで故障のリスクが増したことによって、「安定志向」の力士が増えたことが八百長の動機として挙げられている。

### 告発について
好角家で知られた吉田秀和が横行する八百長に嫌気がさし、週刊朝日に訣別宣言を掲載した。これは角界というより文壇で評判となり、丸谷才一などがしばしば話題にしていた。
大相撲の八百長疑惑では、1980年から小学館の週刊誌『週刊ポスト』が元十両四季の花範雄の八百長告発手記を初めて公開し、その後も元力士や元角界関係者による告発シリーズを約20年にわたり掲載した。なかでも1996年に部屋持ち親方としては初めて11代大鳴戸（元関脇・高鐵山孝之進）の菅孝之進と元大鳴戸部屋後援会副会長の橋本成一郎が行った14回にわたる告発手記は、八百長問題・年寄株問題・暴力団との関わり・角界の乱れた女性関係などを暴露し、大きなインパクトを与えた。
このときは協会が告訴する事態にまで発展した。それをまとめた11代大鳴戸親方の著作として『八百長―相撲協会一刀両断』（1996年、ラインブックス）が出版された。しかし、この著書の発売直前に、告発者の菅孝之進と橋本成一郎が「同日に、同じ病院で、同じ病気により」急死した。事件性も疑われたが、結局は病死ということで処理された。当時は週刊誌で騒がれ、今でも謎の残る「怪死」だと告発者を支持する側は主張している。
その4年後の2000年、11代大鳴戸親方の弟子だった元小結板井圭介が外国人記者クラブで、大相撲の八百長問題を語った。それまでも『週刊ポスト』で元力士らの証言は繰り返されていたが、元三役力士からの証言はこの時が初でしかも記者会見で当時の現役力士の実名を挙げての暴露だったこともあり、角界だけではなく世間一般にも大きな衝撃を与えた。その後、板井は『中盆―私が見続けた国技・大相撲の“深奥”』（2000年、小学館）を出版した。ここでは中盆（板井の主張する角界隠語で、八百長を取り仕切る仲介・工作人の意）として君臨した板井の証言が著されている。菅孝之進の告発本との共通点も多くみられる。
この師弟の主張はおおむね次のようなものである。

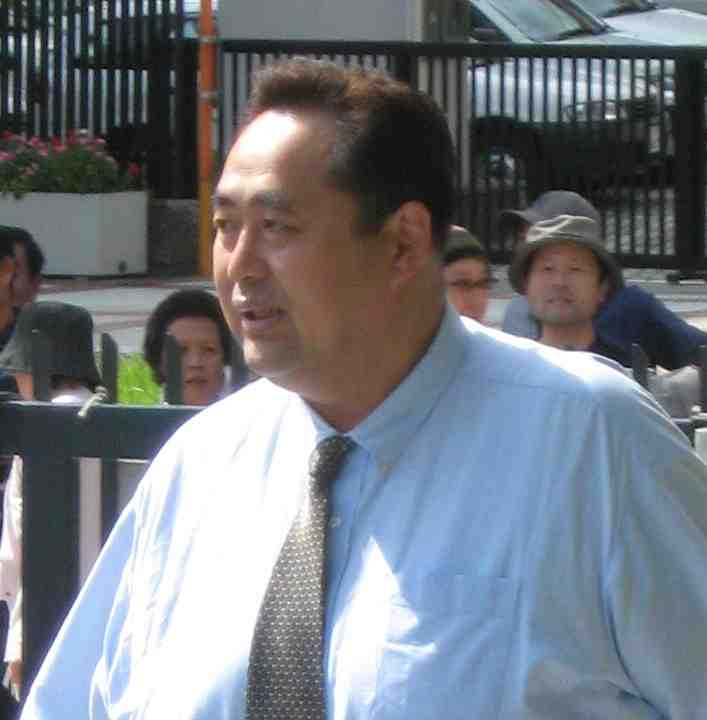
八百長には応じなかったと言われる元横綱大乃国の芝田山親方

大相撲の八百長は完全にシステム化されており、大きく分けて星の「買取」と「貸し借り」の2つにわけられる。買取は、つねに好成績を求められる横綱・大関などが地位を守る目的が多く、一方で貸し借りは三役以下の平幕力士同士が勝ち越すためや、十両に落ちないようにするための手段として使用する方法である。横綱・大関の買取は70万-100万円くらいが通常の相場であり、貸し借りは先に対戦相手に頼むほうが40万円を支払うということになっている。横綱大関同士などの優勝が懸かった一番や、大関、横綱昇進の懸かった取組みなどでは相場はもっと上がり、200万-300万にもなることもあるという。また、部屋の親方が所属力士のために八百長工作に動く場合もある。八百長の代金の清算は場所後の巡業などで付け人が関取の意を受けて行うことが通例。八百長の金のやり取りは親方の中抜きの網をすり抜けるため、師匠が吝嗇家である関取は星を売ってでも金を得る場合があった。
力士はおおよそ、「八百長力士（注射力士とも）」と「非八百長力士（ガチンコ力士とも）」に判別される。大相撲の八百長は、実力に裏付けされていなければ、この八百長力士のグループには組み入れてもらえず、また真剣勝負（ガチンコ）で勝つ力がなければ地位は保つことはできないとされている。横綱・大関にしても、「この横綱・大関とガチンコで勝負しても勝てない。だったら星を売ってカネにしたほうがいい」と思わせる実力がなければ地位は保てないとされている。関脇までは、ガチンコ力士でも、やはり横綱・大関に上がると地位に見合った成績を上げなければいけないプレッシャーからか八百長に手を染めてしまう力士もいる。
大相撲ではどんな強い力士でも取りこぼしというものが存在し、とくに負けることがニュースになってしまう横綱・大関はより確実に勝利を重ねるために八百長で白星を保障しておくという意味合いが強く、千代の富士などはその典型だったといわれている。そうすることによって強い横綱に取りこぼしがなくなりより一層確実に好成績をあげられるというわけである。平幕力士の場合は横綱・大関陣との対戦が多い上位（三役〜前頭5枚目）で星を売ったり、貸したりして番付が下がった翌場所に平幕下位（6枚目以下）で貸している星を返してもらい勝ち越して幕内力士としての地位を保つをいう手段が多くみられた。ただし、これもガチンコでしっかり何番か勝てる力がなければ勝ち越すことはできない。ガチンコで何番か勝つ実力がなければ、たとえ八百長をしていても勝ち越すことはできず地位を下げていくことになってしまう。
この様に、板井・菅師弟は八百長を告発はしても必ずしもその「八百長力士」の実力まで否定しているわけではなく、輪島や千代の富士らの実力はむしろ肯定している。板井は千代の富士について「関脇時代の初優勝から全部の優勝に八百長が絡んでいた」と八百長ぶりを告発しながらも「ガチンコでも一番強かった」としており、菅は輪島について、その人間性については「とにかくデタラメな男」「金と女にだらしない」と酷評、八百長についても「輪島は（普段の豪遊の影響もあって）金がないため、星の「買取」ではなく「貸し借り」で八百長を行っていた」と暴露しながらも、星の貸し借りが出来たのも「前場所で借りた星をいくつか返しても、ガチンコで横綱を維持する最低ラインである10勝を挙げる自信があったからだ」としており、自身の対戦経験からも「本当に強かった」「14回しか優勝できなかったのが不思議」と評している。
ただし、八百長が横行していた1980年代の千代の富士全盛時代に比べると、現在の角界における八百長は少なくなったといわれている。それには生涯ガチンコを貫き22回の優勝を果たした貴乃花の影響が大きいといわれている。ただ、先述の通り1995年11月場所千秋楽の優勝決定戦で若乃花-貴乃花戦が八百長を疑われる声があり、これは貴乃花が「やりにくかった」と回顧しているように、八百長というよりも「無気力相撲」の類いにあたるだろう。この一番においてはあまりにも貴乃花の方に「やりにくさ」「力が入っていない」というところがミエミエであり、八百長相撲の取組みというものは一般のファンなどの素人にはわかりにくいようにするために「熱戦」にみせかけるものであるために、このような一番は八百長とはいわないものである。この後に発売された週刊ポストに掲載された大相撲八百長問題に関する座談会でも、この一番については「あれはいわば片八百長」としたうえで、「あの一番は仕方がない」としていた。
無気力相撲と八百長相撲は意味合いがまったく異なり、ガチンコ力士であっても自らの調子が悪かったり、相手に対して手心があったり、さまざまな状況からやりにくさがあれば無気力相撲になることもありえる。杉山邦博らは満身創痍の貴乃花と武蔵丸の一番で武蔵丸が明らかにやりにくそうにして、力を出し切れず負けたと言われる一番を例に挙げ「あのような怪我をしている相手に対して非情になり、全力で攻められますか？」として、この様な一番を「人情相撲」と呼んでいる。八百長相撲というのは金銭のやり取りから予定調和された一番のことを意味する。こうした角界の八百長のシステム化は1950年代の半ばから行われはじめ、1960年代に確立した。また、大乃国は師匠譲りのガチンコ力士との評判があり、国民が注目し大きな話題となっていた千代の富士の連勝を止めたことや、横綱の地位で負け越しをしたことなどがその評判に根拠を与えている。
かつては場所後に昇進パーティーや結婚披露宴などのイベントを控えている力士には祝儀場所として星を譲るのが当たり前という話もあったが、2022年時点のガチンコ全盛時代ではそのような話は全く聞かれない。現に、2022年9月場所を途中休場した照ノ富士、皆勤2桁黒星を喫した正代は負け越し・休場場所の直後という状況で昇進パーティを強行することとなり、御嶽海に至っては昇進パーティを待たず大関から陥落している。
日本相撲協会は『週刊ポスト』が国民栄誉賞まで受賞している千代の富士らなどの実名をあげての告発が20年にわたったにもかかわらず、告訴は1度しかしておらず、それも元大鳴戸親方の手記の一部分を告訴するという特殊な方法でしか告訴していない（のちに不起訴）。また、板井の記者会見や手記に関しても全く法的手段に訴えておらず、そこをとらえて「角界に八百長が存在している」ことは事実だと考える者もいる。